# Bêta suscrit
Cette page contient des caractères spéciaux ou non latins. S’ils s’affichent mal (▯, ?, etc.), consultez la page d’aide Unicode.

Lettre phi avec bêta suscrit, Φᷩ.

Le bêta suscrit, ◌ᷩ, est une lettre suscrite utilisée comme signe diacritique dans certaines transcriptions phonétiques, principalement basée sur la transcription Teuthonista. Il est composé d’un petit bêta grec ou bêta latin, β ou ꞵ, suscrit au dessus d’une autre lettre qu’il modifie.

## Utilisation
Le Sprachatlas der deutschen Schweiz (SDS) utilise le bêta suscrit, avec Φᷩ, pour indiqué la prononciation mi-forte mi-faible d’une consonne fricative bilabiale entre φ et β.

## Représentation informatique
Le bêta suscrit peut être representé avec les caractères Unicode (Supplément de diacritiques) suivant :
| formes    | représentations | chaînes de caractères | points de code | descriptions                             |
| --------- | --------------- | --------------------- | -------------- | ---------------------------------------- |
| minuscule | ᷩ                | ◌ᷩ                     | U+1DE9         | diacritique lettre minuscule latine bêta |